# PlayStation 2 Linux

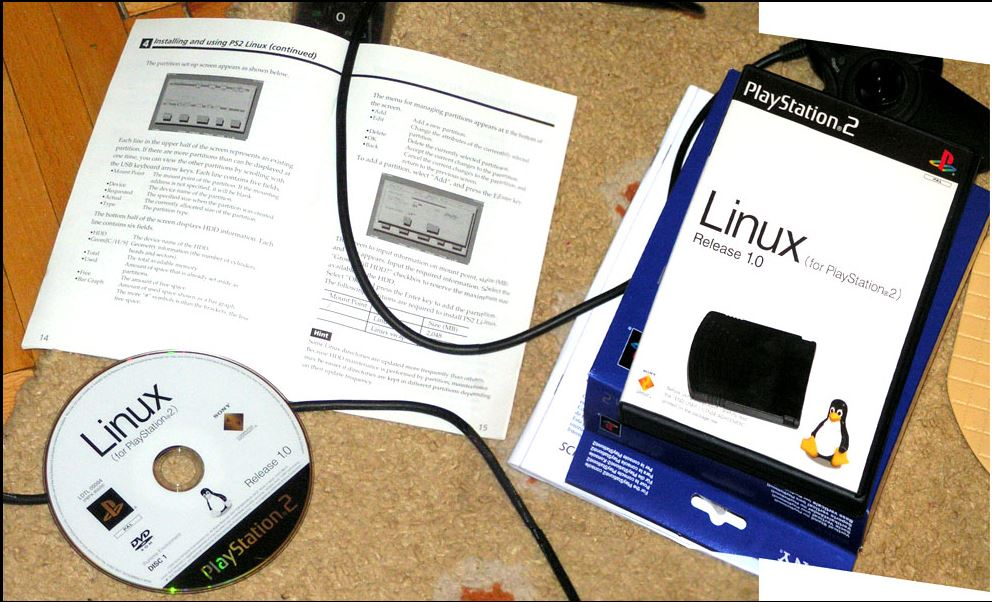
Установочный комплект PS2 Linux

Linux для PlayStation 2 — это аппаратно-программный комплект, выпущенный Sony Computer Entertainment в 2002, позволяющий использовать игровую приставку PlayStation 2 как персональный компьютер. Включает в себя ОС семейства Linux, USB клавиатуру и мышь, VGA адаптер, сетевой адаптер PS2 (только Ethernet), и жесткий диск на 40 Гбайт. Игровая консоль должна иметь карту памяти на 8 Мбайт; во время инсталляции она должна быть отформатирована с удалением всех сохранённых на ней данных, хотя впоследствии остающееся пространство может использоваться для сохранения игр. Желательны также базовые знания в Linux, которые также потребуются (в незначительном количестве) для выполнения установки системы (которая происходит в интерфейсе командной строки).

## Возможности
Комплект Linux позволяет использовать PlayStation 2 в качестве законченной компьютерной системы. Однако она не добавляет возможности читать диски DVD-ROM для PS1 и PS2 из-за встроенной компанией Sony защиты от пиратства. Хотя жёсткий диск, включенный в Linux-комплект, не совместим с играми PlayStation 2, переформатировав жёсткий диск с помощью предоставляемого сервисного диска, можно использовать его с играми PlayStation 2, но Linux при этом стирается. Однако существует драйвер, который позволяет PS2 Linux работать с раздела APA, созданного сервисным диском. Сетевой Адаптер, включенный в комплект поддерживает только Ethernet; доступна загрузка драйвера, позволяющего поддержку модема, если на консоли имеется сетевой адаптер (который включает встроенный модем V.90). Комплект выводит изображение на мониторы RGB (с синхронизацией-по-зелёному) используя VGA кабель, включаемый в Комплект Linux, или на телевизор, используя обычный кабель, поставляемый с PlayStation 2.
PS2 Linux основан на Kondara GNU/Linux, японском дистрибутиве, основанном на Red Hat Linux. PS2 Linux подобен Red Hat Linux 6, и имеет большинство особенностей, ожидаемых в Red Hat Linux 6 системе. Готовое ядро — Linux 2.2.1, но оно может быть модернизировано к более новой версии.

## Приложения с открытым кодом
Основная цель комплекта Linux — любительская разработка программного обеспечения, но его можно использовать как любой другой компьютер, хотя маленький объём памяти в PS2 (32 МБ) ограничивает возможные применения. В список открытого ПО, для которого отмечена компиляция на данном комплекте входят: Mozilla Suite, X-Chat, и Pidgin. Легкие приложения, лучше подходящие для 32 МБ оперативной памяти PS2 включают xv, Dillo, Ted, и AbiWord. Заданный по умолчанию оконный менеджер — Window Maker, но можно установить и использовать Fluxbox и FVWM. К USB-портам консоли могут быть подключены внешние устройства, такие как принтеры, камеры, флеш-диски, и компакт-диски. С помощью PS2 Linux, пользователь может писать свои собственные игры, которые будут работать в PS2 Linux, но не на немодифицированном PlayStation 2. Свободный открытый исходный код игр доступен для загрузки на сайте поддержки PS2 Linux. Есть небольшое различие между PS2 Linux, и программное обеспечение Linux, используемое в более дорогой системе (Tool), используемый профессиональными лицензироваными программистами PlayStation игр. Некоторые созданные любителем игры представлены на соревнованиях, таких как ежегодный Independent Games Festival. Это даёт любителям возможность продать разработанные ими игры или программное обеспечение, с использованием PS2 Linux, с определёнными ограничениями, детализированными в EULA. Любитель не может делать и продавать игровые компакт-диски и цифровые видеодиски, но может продать игру через сетевую загрузку.

## Распространение
С 2003 этот комплект официально больше не продаётся в США, но он доступен через импорт или сайты-аукционы, такие как eBay.
Некоторые ошибочно думают, что этот комплект — попытка Sony избежать определённых налогов ЕС, применяемых к игровым консолям, но не персональным компьютерам. Sony проиграла соответствующее дело в июне 2006. Комплект был выпущен в духе инициативы Net Yaroze PlayStation и Sony продолжает поддержку программистов-любителей, использующих Linux на PlayStation 3.

## Совместимость
Оригинальная версия комплекта PS2 Linux работала только на японских моделях PlayStation 2 с номерами SCPH-10000, SCPH-15000 и SCPH-18000. Сам комплект был оснащён PCMCIA-картой с 10/100-мегабитным портом Ethernet и портом IDE для подключения внешнего жёсткого диска, так как в консоли отсутствовало место под него. Эта версия комплекта не может быть использована с более новыми моделями PS2 (включая все не японские модели) из-за отсутствия в них порта PCMCIA.
Поздние версии комплекта PS2 Linux использовали интерфейс, очень похожий на IDE/Ethernet, использовавшегося позже для продаваемого комплекта для сетевых игр (выпущенный позже сетевой адаптер так же работал с этим комплектом, включая встроенный 56k-модем.) Этот комплект перемещал жёсткий диск внутрь консоли через адаптер MultiBay. Этой версией комплекта официально поддерживалась только одна версия консоли с номером SCPH-30000. На самом деле комплект работал с более поздними, чем SCPH-30000, моделями консоли, исключая то, что Ethernet-соединение замораживалось в короткий период работы. Таким образом новая модель PlayStation 2 с номером SCPH-50000 корректно заработает с комплектом PS2 только с обновлённым драйвером сетевого адаптера, который должен быть помещён на жёсткий диск PlayStation 2, используя более старую модель PlayStation 2, или при помощи компьютера с ОС Linux. Оба метода требуют перестановки жёстких дисков между устройствами, так как старой версией ядра, поставляемой вместе с комплектом PS2 Linux, не поддерживаются USB-накопители.
«Тонкая» модель PlayStation 2 с номером SCPH-70000 не работают с комплектом PS2 Linux вообще из-за отсутствия интерфейса IDE, хотя на материнских платах некоторых ранних моделей присутствовали контакты для распайки разъёма, но это требовало модификации консоли, которая приведёт к потере гарантии. Тем не менее, можно выполнить сетевую загрузку устройства с PXE-сервера. Также при наличии «чипованной» или перепрошитой консоли можно загрузить ОС Linux с USB-накопителя или внешнего жёсткого диска.
Установочные диски PS2 Linux имеют региональные ограничения, как и остальные диски для PS2. Диск для Европы (PAL) не заработает на NTSC-версии PlayStation 2, но это только на этапе загрузки с диска: если у вас имеется модификация, позволяющая консоли работать с PAL-дисками, то загрузчик PS2 Linux будет поддерживать работу с этим диском (необходимо прочитать документацию, в ней указана последовательность кнопок для выполнения загрузки с диска), так что после получения надписи «DVD-диск не поддерживается», вы можете загрузиться в Linux и позже запустить X Window в режиме NTSC.